# Tanja Zimmermann (Materialwissenschaftlerin)

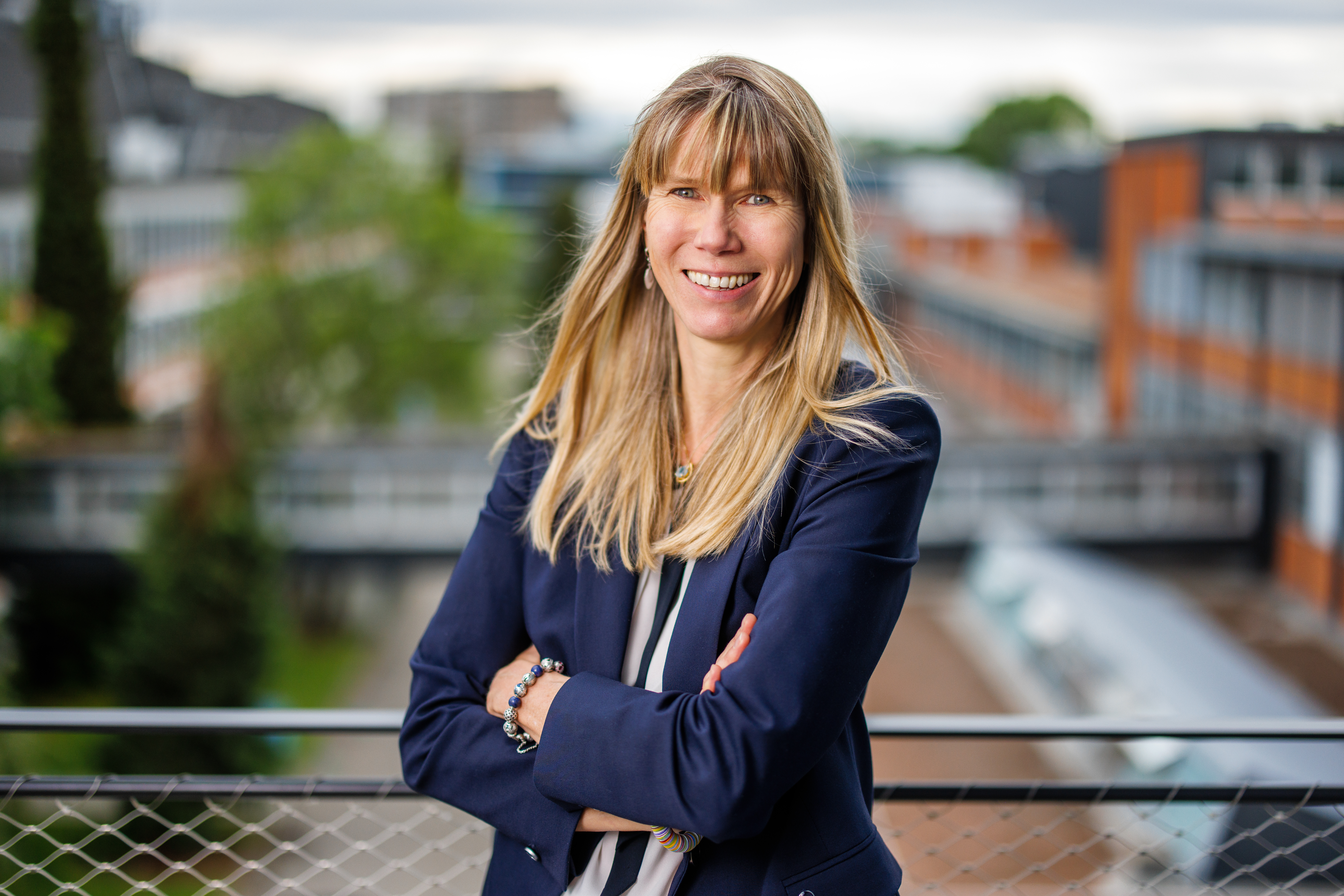
Tanja Zimmermann (2022)

Tanja Zimmermann (* 1967) ist eine Schweizer Materialwissenschaftlerin und Direktorin der Eidgenössischen Materialprüfungs- und Forschungsanstalt.

## Leben
Tanja Zimmermann studierte Holzwissenschaften und -technologie an der Universität Hamburg und wurde im Jahr 1993 diplomiert. Sie schrieb ihre Masterarbeit an der Empa zum Thema „SEM Studies on Fracture Surfaces of Spruce Wood“. Ihre erste Anstellung als Wissenschaftlerin hatte sie von 1994 bis 2000 in der Holzabteilung der Empa. 2001 schloss sie das Nachdiplomstudium „MAS Lehrdiplom für Maturitätsschulen“ an der ETH Zürich ab. Im selben Jahr startete sie den Aufbau des Forschungsgebiets Zellulose-Nanokomposite und arbeitete eng mit der Industrie zusammen an der Entwicklung neuer Materialien; das Thema ist inzwischen in der Schweiz etabliert.
Tanja Zimmermann promovierte 2007 an der Universität Hamburg mit einer materialwissenschaftlichen Arbeit, die die Grundlagen für technische Anwendungen von Zellulose lieferte. Von 2011 bis 2017 war sie Leiterin der Empa-Forschungsabteilung «Angewandte Holzforschung». Von 2017 bis Ende Mai 2022 war sie Direktionsmitglied und Leiterin des Departements Funktionale Materialien mit rund 200 Mitarbeitenden. Gleichzeitig übernahm sie die Ko-Leitung des Forschungsschwerpunkts «Nachhaltiges Bauen», in dem Themen wie Kreislaufwirtschaft, Ressourceneffizienz und die erfolgreiche Umsetzung der Schweizer Energiestrategie eine zentrale Rolle spielen. Zudem hat sie seit 2019 mit ihren Mitarbeitenden die Daten-basierte Materialforschung sowie – in Kooperation mit dem «Imperial College London» – das Robotik-Zentrum an der Empa aufgebaut. Seit Juni 2022 ist Tanja Zimmermann Direktorin der Empa und damit die erste Frau in der Leitung der rund 140-jährigen Geschichte des Materialforschungsinstituts. Sie ist zudem ordentliche Professorin an der ETH Zürich (D-MATL) und an der EPFL (STI, Materials Faculty).
Tanja Zimmermann ist Autorin von mehr als 100 wissenschaftlichen Publikationen, «Proceedings» und Buchkapiteln sowie Mitinhaberin mehrerer Patente. Sie gewann zusammen mit ihren Teamkolleginnen und -kollegen verschiedene Innovations- und Nachhaltigkeitspreise wie den «Swiss Green Economy Symposium Award», den «Cadre d’Or» von Baukader Schweiz für herausragende Leistungen beim Bauen mit Holz und die Auszeichnung für die beste innovative Umwelttechnik an der Pollutec-Ausstellung in Lyon. 2025 wurde sie Mitglied der Academia Europaea.

## Weitere Tätigkeiten
- Mitglied in der Beratungskommissionen „Forum Holz“ des Bundesamts für Umwelt (BAFU)
- Wissenschaftlicher Beirat des Zentrum für zirkuläre und nachhaltige Systeme an der Universität Stockholm[8]
- Beirat Freiburger Materialforschungszentrum (Deutschland)
- Mitglied im Verwaltungsrat des Forschungs- und Innovationszentrum Rheintal (Rhysearch)